# David Baird (politikus, 1839–1927)
David Baird (Londonderry megye, 1839. április 7. – Camden, 1927. február 25.) az Amerikai Egyesült Államok szenátora (New Jersey, 1918–1919).